# Hogna parvagenitalia
Hogna parvagenitalia là một loài nhện trong họ Lycosidae.
Loài này thuộc chi Hogna. Hogna parvagenitalia được Guy miêu tả năm 1966.